# De roerdomp en de hop
De roerdomp en de hop is een sprookje dat werd genoteerd door de gebroeders Grimm voor Kinder- und Hausmärchen met volgnummer KHM173. De oorspronkelijke naam is Rohrdommel und Wiederhopf.

## Het verhaal
Iemand vraagt een herder waar hij zijn koeien het liefst laat grazen. De herder antwoordt dat dat ergens is waar het gras niet te vet en niet te schraal is. De herder vertelt dat de roerdomp en de hop vroeger ook herders waren. De roerdomp hoedde zijn kudde in het vette gras met volop bloemen, de koeien worden wild. De hop dreef zijn koeien de bergen in en daar bleven de koeien mager. Roerdomp kreeg zijn koeien niet bij elkaar en Hop kan zijn dieren juist niet overeind krijgen. Alhoewel ze geen kudde meer hebben, roept de roerdomp nog bonte kom en de hop roept op, op, op.

## Achtergronden
- Het sprookje is een combinatie van de versie van dominee Musäus, te vinden in een historisch jaarboek over Mecklenburg (1840).
- Het is een ethologisch sprookje, het verklaart het uiterlijk of de gewoonte van dieren zoals ook Het winterkoninkje (KHM171), De schol (KHM172) en diverse verhalen in Sprookjes van de Lage Landen met titels als Waarom de beer een korte staart heeft of Waarom katten zich schoonlikken na het eten. In Strohalm, kooltje vuur en boontje (KHM18) wordt verteld waarom een boon een lapje draagt.